# Comuna Rebra, Bistrița-Năsăud
Rebra (în maghiară: Nagyrebra) este o comună în județul Bistrița-Năsăud, Transilvania, România, formată numai din satul de reședință cu același nume.

## Demografie
Componența etnică a comunei Rebra
     Români (96,98%)
     Alte etnii (3,02%)
Componența confesională a comunei Rebra
     Ortodocși (63,45%)
     Penticostali (27,79%)
     Adventiști (5,06%)
     Alte religii (0,65%)
     Necunoscută (3,05%)
Conform recensământului efectuat în 2021, populația comunei Rebra se ridică la 2.785 de locuitori, în scădere față de recensământul anterior din 2011, când fuseseră înregistrați 3.163 de locuitori. Majoritatea locuitorilor sunt români (96,98%). Din punct de vedere confesional, majoritatea locuitorilor sunt ortodocși (63,45%), cu minorități de penticostali (27,79%) și adventiști (5,06%), iar pentru 3,05% nu se cunoaște apartenența confesională.

## Politică și administrație
Comuna Rebra este administrată de un primar și un consiliu local compus din 11 consilieri. Primarul, Daniel-Onisim Năstuță[*], de la Partidul Național Liberal, este în funcție din 1 noiembrie 2024. Începând cu alegerile locale din 2024, consiliul local are următoarea componență pe partide politice:
|  | Partid                          | Consilieri | Componența Consiliului | Componența Consiliului | Componența Consiliului | Componența Consiliului |
|  | ------------------------------- | ---------- | ---------------------- | ---------------------- | ---------------------- | ---------------------- |
|  | Partidul Național Liberal       | 4          |                        |                        |                        |                        |
|  | Alianța pentru Unirea Românilor | 3          |                        |                        |                        |                        |
|  | Uniunea Salvați România         | 2          |                        |                        |                        |                        |
|  | Partidul Social Democrat        | 2          |                        |                        |                        |                        |

## Atracții turistice
- Mănăstirea "Sfinții Apostoli Petru și Pavel"
- Monumentul Eroilor din satul Rebra
- Trasee montane în :

- Munții Suhardului
- Munții Bârgăului
- Munții Țibleșului
- Munții Rodnei
- Parcul Național Munții Rodnei